# Alta (Noruega)
Alta (en sami septentrional: Áltá; en finès: Alattio) és una ciutat i municipi del comtat de Finnmark, Noruega. Té una població de 19.822 habitants (2014) i ocupa una superfície de 3.849,42 km².
Limita al nord amb Hasvik, Hammerfest, Loppa i Kvalsund; al sud amb Porsáŋgu, a l'est amb Guovdageaidnu i Kárášjohka, i a l'oest amb Kvænangen i Loppa.
És el principal centre de comunicacions de Finnmark i, malgrat no ser la capital del comtat, és la ciutat més important i amb més població. Les aigües que banyen la costa del municipi estan cobertes de salmó, que és el motor principal de l'economia a la ciutat.
Destaca l'Art rupestre d'Alta format per un conjunt de petròglifs declarats Patrimoni de la Humanitat.

## Informació general

### Etimologia
El nom del municipi prové del fiord d'Alta, a tocar de la població. El topònim prové del nòrdic antic ǫlpt, que fa referència a un cigne o és una norueguització de la paraula finlandesa alaattia, que fa referència a una 'terra baixa'. Abans del 1918, el nom era escrit Alten.

### Escut d'armes
L'escut d'armes és de temps moderns (1976). Mostra la punta d'una fletxa, en referència a les puntes de fletxes de quars (que daten del Paleolític), trobades a la ciutat.

## Geografia
El municipi té una extensió 3.845 km² a l'oest del comtat, principalment al llarg del fiord d'Alta. És cobert amb grans masses forestals i ocupa una part de l'altiplà de Finnmarksvidda. El riu Áltá ha format un dels més grans canyons d'Europa, al seu curs des de l'altiplà fins al fons.
Alta es troba a la Noruega continental, això no obstant també inclou algunes petites illes. Seiland és la llar del Parc Nacional Seiland, on s'hi troba la glacera Seilandsjøkelen i la muntanya Seilandstuva. El parc també inclou centenars de llacs.

### Clima
La majoria de la població viu al llarg de l'interior del fiord, on gaudeix d'un clima protegit subàrtic, on les temperatures mitjanes diàries estan per sobre de 10 graus centígrads tan sols 3 mesos l'any. Les temperatures diürnes mitjanes d'estiu solen ser comparables amb zones del sud de Noruega, i les terres baixes d'Alta estan protegides majoritàriament de les tempestes de l'hivern. La temperatura mitjana anual és d'1,3 °C. La vall d'Alta està dominada per boscos bedoll i pi roig. La precipitació és baixa, amb una mitjana anual de tan sols 420 mil·límetres. Els cels clars són la raó per la qual Alta és escollida com una localització excel·lent per a estudiar l'aurora boreal.
| Paràmetres climàtics mitjans de Áltá          | Paràmetres climàtics mitjans de Áltá | Paràmetres climàtics mitjans de Áltá | Paràmetres climàtics mitjans de Áltá | Paràmetres climàtics mitjans de Áltá | Paràmetres climàtics mitjans de Áltá | Paràmetres climàtics mitjans de Áltá | Paràmetres climàtics mitjans de Áltá | Paràmetres climàtics mitjans de Áltá | Paràmetres climàtics mitjans de Áltá | Paràmetres climàtics mitjans de Áltá | Paràmetres climàtics mitjans de Áltá | Paràmetres climàtics mitjans de Áltá | Paràmetres climàtics mitjans de Áltá |
| Mes                                           | Gen.                                 | Feb.                                 | Mar.                                 | Abr.                                 | Mai.                                 | Jun.                                 | Jul.                                 | Ago.                                 | Set.                                 | Oct.                                 | Nov.                                 | Des.                                 | Anual                                |
| --------------------------------------------- | ------------------------------------ | ------------------------------------ | ------------------------------------ | ------------------------------------ | ------------------------------------ | ------------------------------------ | ------------------------------------ | ------------------------------------ | ------------------------------------ | ------------------------------------ | ------------------------------------ | ------------------------------------ | ------------------------------------ |
| Temperatura màxima registrada °C (°F)         | −5,3 (22,5)                          | −4,5 (23,9)                          | −1,4 (29,5)                          | 2,6 (36,7)                           | 7,5 (45,5)                           | 13,7 (56,7)                          | 17,2 (63)                            | 15,2 (59,4)                          | 10,0 (50)                            | 4,0 (39,2)                           | −0,8 (30,6)                          | −3,4 (25,9)                          | 4,6 (40,3)                           |
| Temperatura diària màxima °C (°F)             | −12,6 (9,3)                          | −11,7 (10,9)                         | −8,6 (16,5)                          | −4,0 (24,8)                          | 1,5 (34,7)                           | 7,0 (44,6)                           | 10,2 (50,4)                          | 8,7 (47,7)                           | 4,3 (39,7)                           | −1,1 (30)                            | −6,8 (19,8)                          | −10,5 (13,1)                         | −2,0 (28,4)                          |
| Font: Norwegian Meteorological Institute 2015 |                                      |                                      |                                      |                                      |                                      |                                      |                                      |                                      |                                      |                                      |                                      |                                      |                                      |

## Història

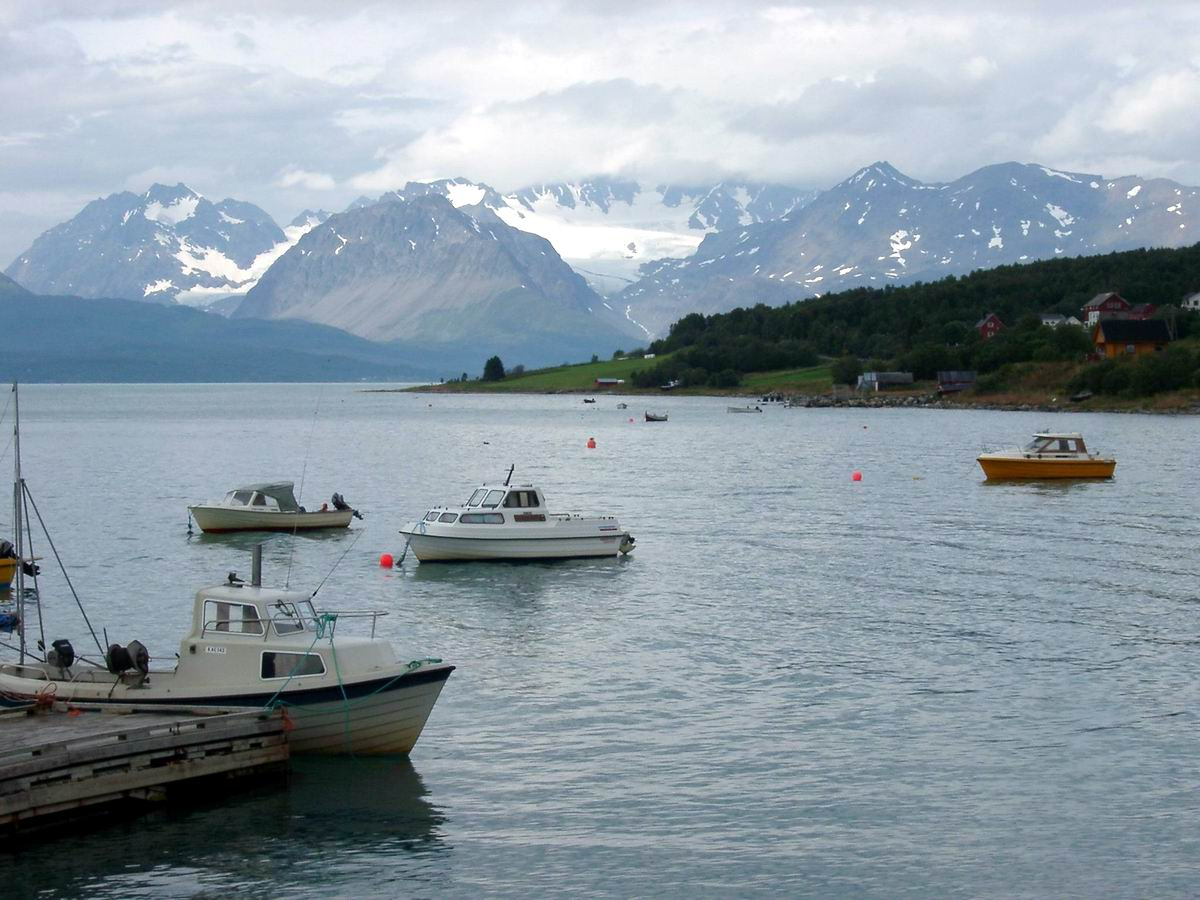
Paisatge prop d'Áltá.

Els dibuixos sobre la roca d'Alta, que daten del vora el 4200 aC fins al 500 aC, han estat declarats Patrimoni de la Humanitat per la UNESCO. A més, la cultura Komsa es diu així precisament per la muntanya del mateix nom del municipi d'Áltá, on es van descobrir les primeres restes arqueològiques.
Els residents kvens d'Alta són en gran part descendents dels immigrants finlandesos que van arribar a la regió ja abans del segle xix.
En la Segona Guerra Mundial, el cuirassat alemany Tirpitz utilitzava l'Altafjord com a port, i el van destruir amb atacs aeris els aliats.
La controvèrsia d'Alta va provocar molts titulars durant setmanes el 1979, ja que molta gent (especialment grups ecologistes) volien evitar l'edificació d'una presa per produir electricitat, amb manifestacions i formes de desobediència civil. La presa es construí, tanmateix, i el riu encara ofereix bona pesca de salmó.
Alta es convertia en ciutat el 1999. La població ha anat creixent de manera constant.

## Comunicacions i economia

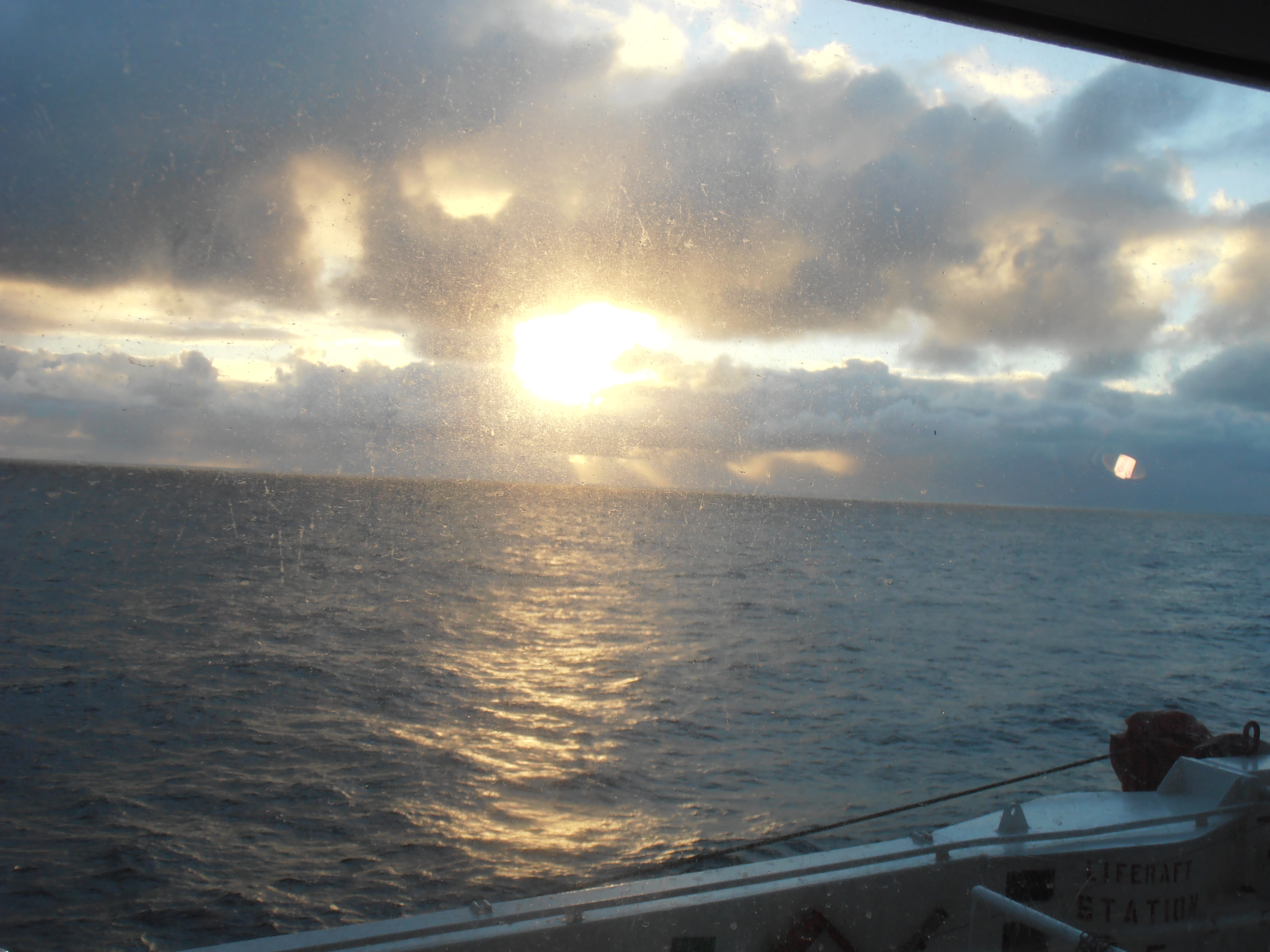
El sol de mitjanit en ple mes de juny a prop d'Áltá.

Alta és un centre de comunicacions a Finnmark. Per l'aeroport d'Alta, hi van passar 308.000 passatgers el 2004. Hi ha vols directes a Oslo. Alta també té un port al centre de la ciutat i és travessada per la carretera E6, la principal via de comunicació entre el nord i el sud de Noruega.
Les activitats principals a Alta inclouen el comerç, la petita indústria, l'educació i els serveis. La ciutat és també famosa per la seva indústria de pissarra. La Universitat de Finnmark (Høgskolen Finnmark) es troba a Alta, i hi ha també un institut d'investigació (Norut NIBR Finnmark). La ciutat té l'hotel de gel situat més al nord d'Europa.
La ciutat és una de les que estan a més quilòmetres de la capital del país, d'Oslo.

## Ciutats agermanades
Alta manté una relació d'agermanament amb les localitats següents: 
- Apatitt, óblast de Múrmansk, Rússia
- Boden, comtat de Norrbotten, Suècia
- Oulu, Ostrobòtnia del Nord, Finlàndia (des de 1948)